# Иваса, Мисаки
Мисаки Иваса (яп. 岩佐 美咲, род. 30 января 1995) — японская певица, участница идол-группы AKB48. Входит в состав Team B. Также она участница группы Watarirouka Hashiritai и выпустила несколько сольных синглов в стиле энка.

## Сольная дискография

### Синглы
| Название                                                                                          | Дата выпуска   | Наив. позиция               |
| Название                                                                                          | Дата выпуска   | Oricon Weekly Singles Chart |
| ------------------------------------------------------------------------------------------------- | -------------- | --------------------------- |
| «Mujin Eki» (яп. 無人駅, «Станция-призрак»)                                                       | 1 февраля 2012 | 5                           |
| «Moshimo Watashi ga Sora ni Sundeitara» (яп. もしも私が空に住んでいたら, «Если бы я жила в небе») | 9 января 2013  | 5                           |

## Музыкальные видео
| Название                                | Официальное видео на YouTube                                          |
| --------------------------------------- | --------------------------------------------------------------------- |
| «Mujin Eki»                             | смотреть превью Архивная копия от 23 сентября 2017 на Wayback Machine |
| «Moshimo Watashi ga Sora ni Sundeitara» | смотреть превью Архивная копия от 5 февраля 2017 на Wayback Machine   |